# 니시무라 다쿠로
니시무라 다쿠로(일본어: 西村 卓朗, 1977년 8월 15일 ~ )는 일본의 전 축구 선수이다.

## 구단 경력
과거 우라와 레즈, 오미야 아르디자, 포틀랜드 팀버스, 크리스털 팰리스 볼티모어, 콘사돌레 삿포로에서 활동하였다.